# رباط كاحلي عقبي وسطي
الرباط الكاحلي العقبي الوسطي (الرباط العقبي الكاحلي الداخلي أو الرباط العقبي الكاحلي الغائر) يربط الحديبة الوسطية لمؤخرة عظم الكاحل بمؤخرة معلاق الكاحل.
تندمج أليافه بألياف الراباط العقبي الزورقي الأخمصي.